# Togoperla limbata
Togoperla limbata és una espècie d'insecte plecòpter pertanyent a la família dels pèrlids.

## Descripció
- Els adults són, generalment, de color marró (incloent-hi el cap, el pronot i les ales).
- Les ales anteriors dels mascles fan entre 19 i 22 mm de llargària i les femelles 24-29.[5]

## Reproducció
Els ous fan 0,38-0,42 mm de llargada i 0,31-0,34 d'amplada.

## Distribució geogràfica
Es troba al Japó.